# NGC 3253
NGC 3253 is een balkspiraalstelsel in het sterrenbeeld Leeuw. Het hemelobject werd op 27 april 1886 ontdekt door de Amerikaanse astronoom Lewis A. Swift.

## Synoniemen
- UGC 5674
- MCG 2-27-21
- ZWG 65.43
- IRAS 10257+1257
- PGC 30829